# アフガニスタンの音楽

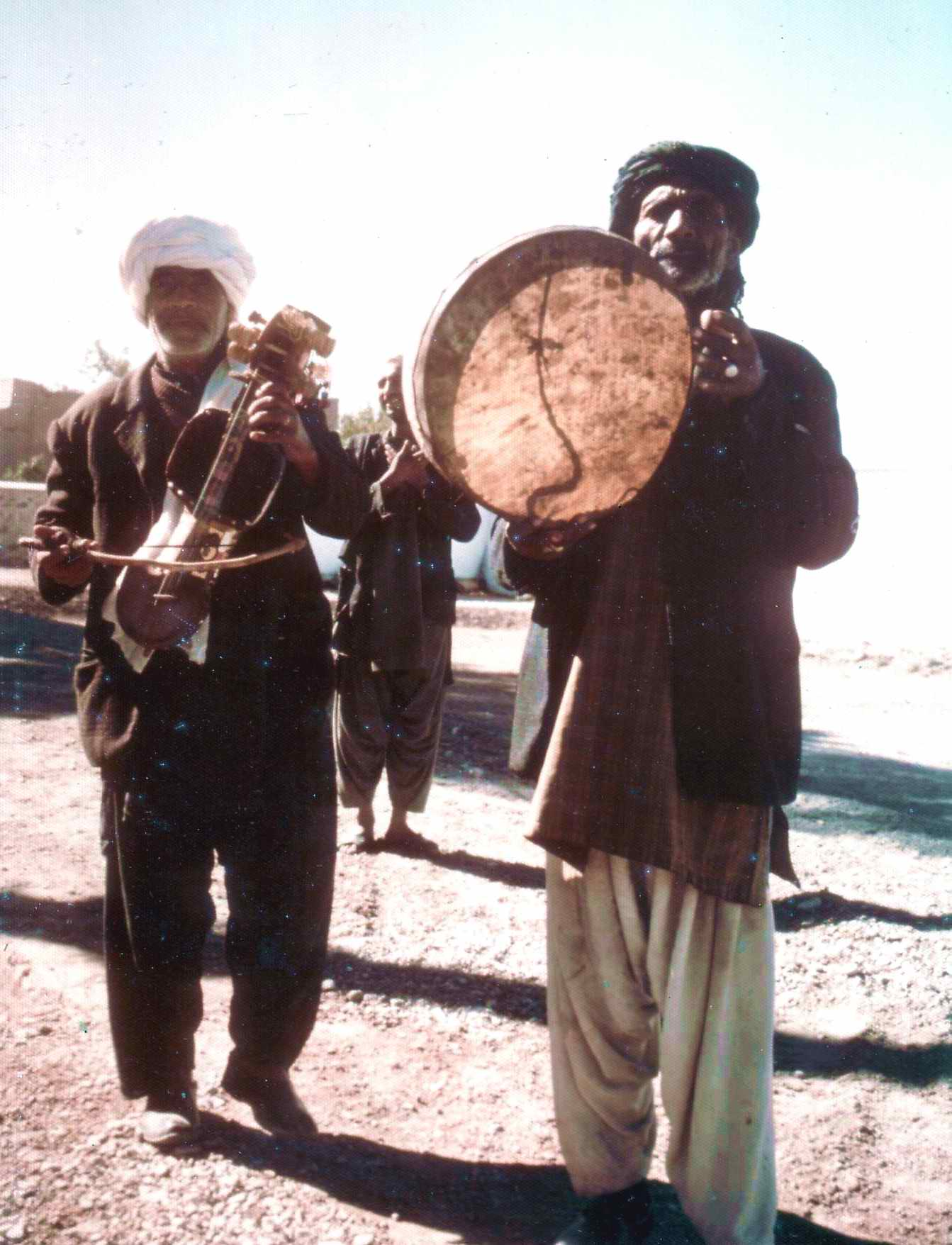
ヘラートでの演奏 (1973年)

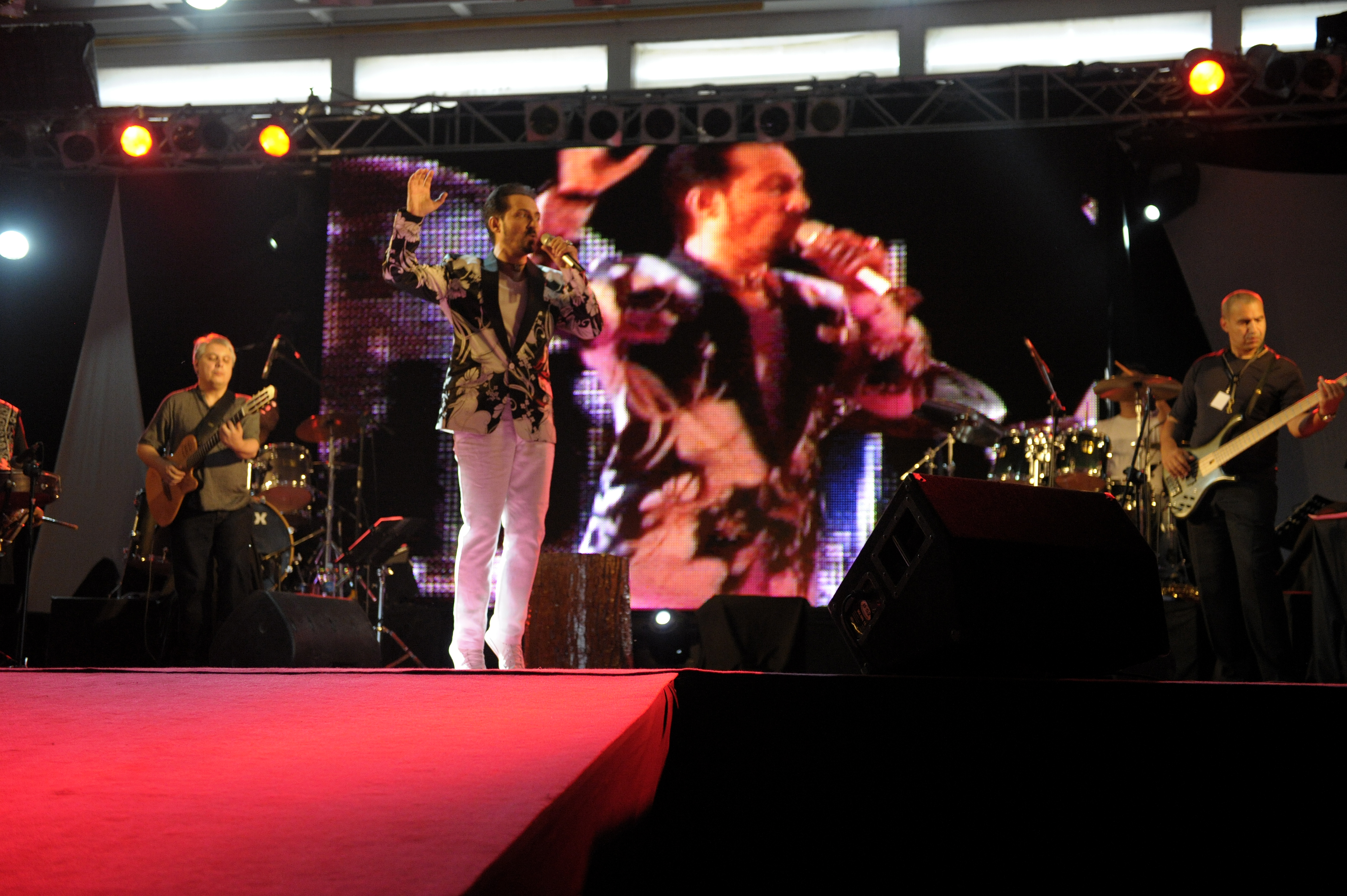
Farhad Darya,カーブルでの公演 (2010年)

アフガニスタンの音楽には、アフガニスタンの伝統的な音楽、国内の各民族の民族音楽、現代のポピュラー音楽などさまざまな音楽がある。

## 歴史
アフガニスタンは古代において、東半分は古代インドに属し、西半分は古代ペルシアに属したため、昔からその豊かな複合文化は「シルクロードの交差点」と呼ばれている。ガンダーラからアフガニスタンにかけての仏教遺跡に残る仏像は、古代ギリシア彫刻の影響を受けたことでも有名である。
アフガニスタンの二つの公用語の一つダリ語は、現行のペルシア語よりも古代ペルシア語に近いと言われ、音楽や詩の形態にもそれが現れている。また中世には
ティムール朝の都も置かれ、モンゴル軍の南下に伴っては、インド方面への橋頭堡的役割を果たすなど、歴史的に重要な役割を課せられてきた。

## 地域ごとの音楽
中部山岳地帯は、昔インドで捕らえた人々を連れてきたら、誰も無事に越えられなかったという事から「ヒンドゥークシュ山脈」と名付けられているが、この山並みに隔てられ東西南北で文化がやや異なる。これに合わせて民族音楽にも地方差があり、インドに近い南東部は首都カーブルもあるので、パシュトー語もダリ語も話され、音楽も総合的。若干インド古典音楽の影響が強いとも言える。
南部のカンダハール地方はパシュトー語の中心地で、荒々しくも心優しい歌が、素朴な民族楽器の伴奏で歌われる。古都ヘラートで有名な北西部は、ペルシア音楽の要素も持っている。中部のハザーラジャートには、モンゴル軍の末裔と言われるハザーラ人の独特な音楽がある。北部の聖地マザーリシャリーフでは、ペルシア系音楽と中央アジア系音楽の要素が窺える。これらの音楽における民族の特徴は、楽器にも現れている。

## アフガニスタン伝統音楽

### ラバーブ、タンブール

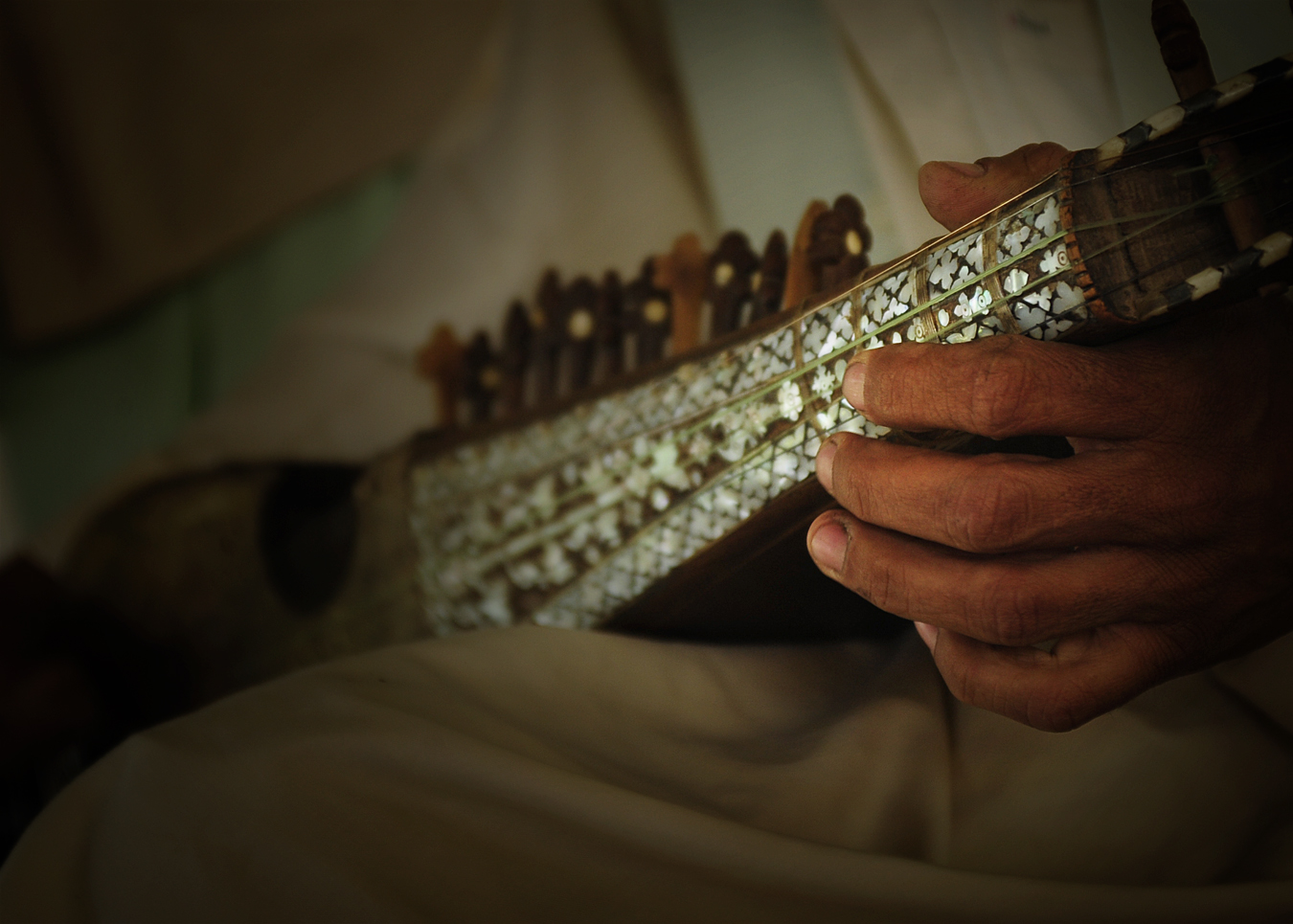
アフガニスタンのラバーブ

ラバーブはアフガニスタンの国民的楽器である。金属弦の弓奏楽器サーリンダーと、両面太鼓のドール (楽器)と組めば、完璧に南部パシュトー音楽楽団となる。
タンブールは北部で最も重要な弦楽器であり、有名なインドの弦楽器シタールの先祖にもあたり、ペルシア系片面太鼓ゼルバガリとの組み合わせで、幻想的な中世音楽を奏でる。
なお本来インド音楽の楽器である古典太鼓タブラや、鍵盤楽器ハーモニウムは、アフガン楽器の癖を持ちながら全域に浸透している。（なお、これはどうでもよい話だが）ラバーブは日本の三味線の遠い親戚でもある

### ドンブラ
ドンブラは、ハザーラ人、ウズベク人、トルクメン人、タジク人らの間では人気の弦楽器である。2本の弦はもともとはガット（動物の腸）が使われていたが、現代では大抵ナイロンが使われている。弦は胴の中央あたりに配置された短いブリッジを越えて胴の端まで張られる。表の板は厚く、小さな穴が空いている。艶のある塗装などはしていないが、アフガニスタンの他の伝統楽器と同様に装飾がほどこされている。ドンブラの演奏では、ボディーを叩いたり引っ掻くこともおこない、多分にパーカッション的な音を織り交ぜる。アフガニスタンで有名なドンブラ演奏家としては、Dilagha Surood、Naseer Parwani、Dawood Sarkhosh、Mir Maftoon、Safdar Tawakoli、Rajab Haideriの名を挙げることができる。

## 画像

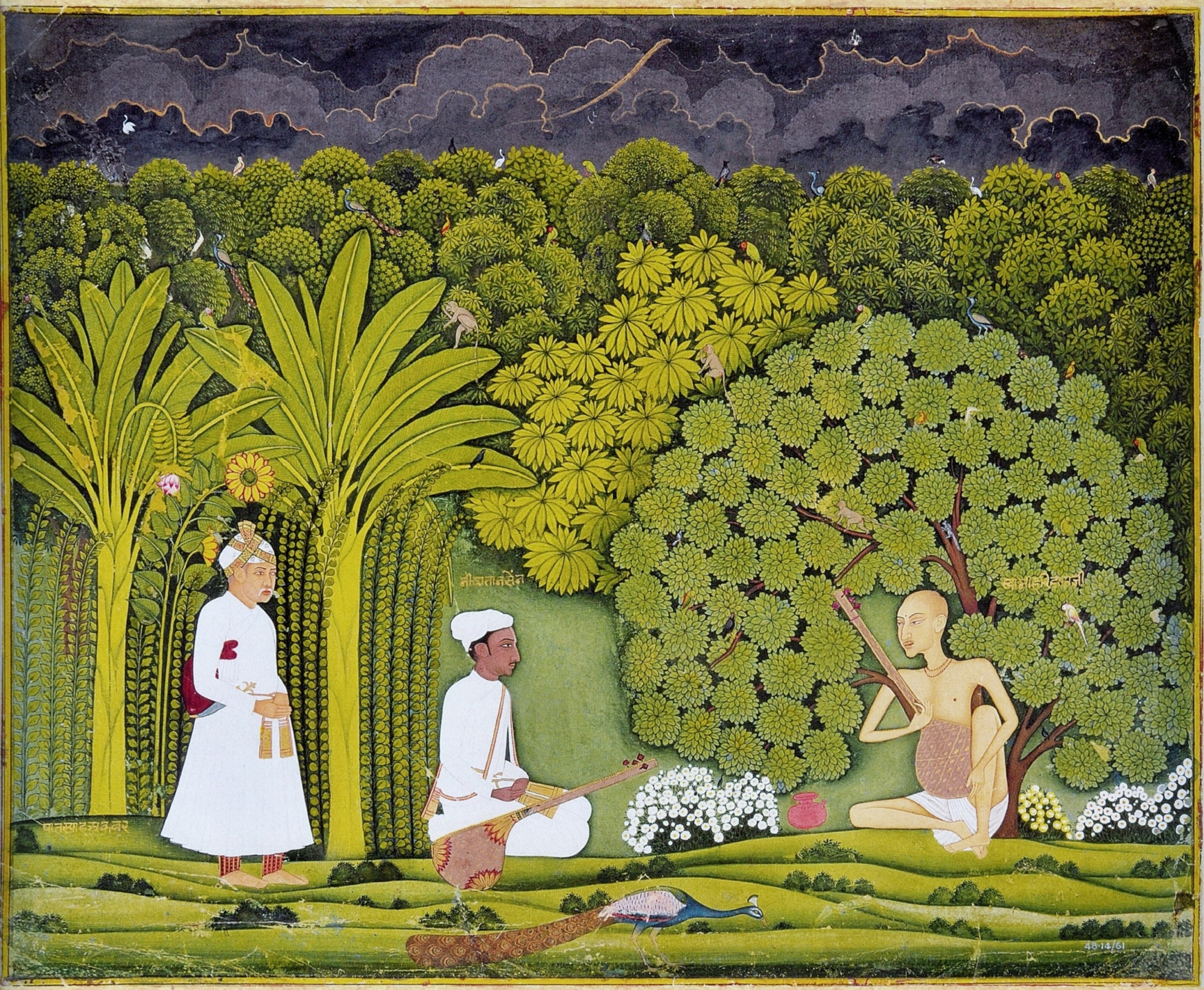
絵画
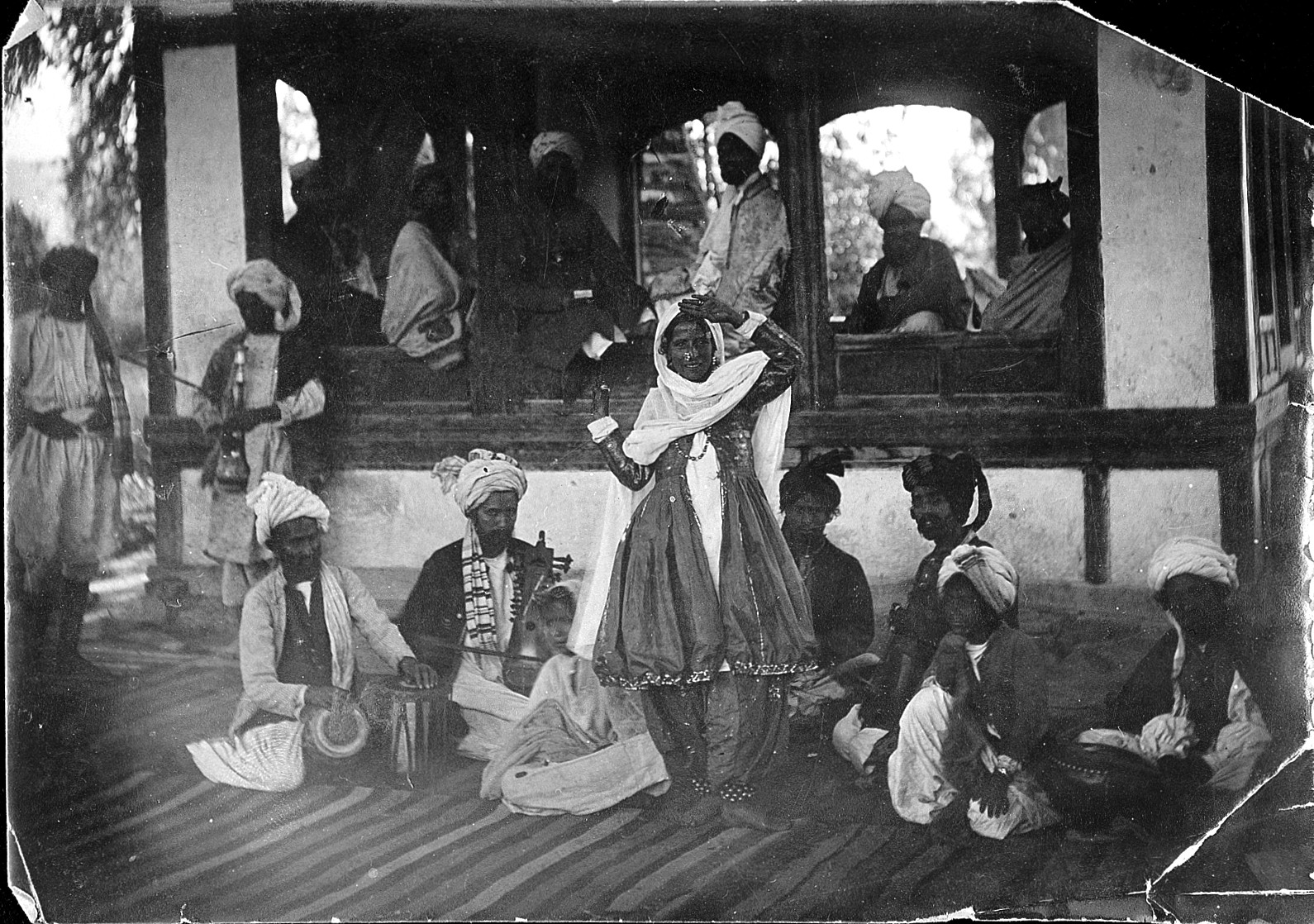
ダンサーとの演奏
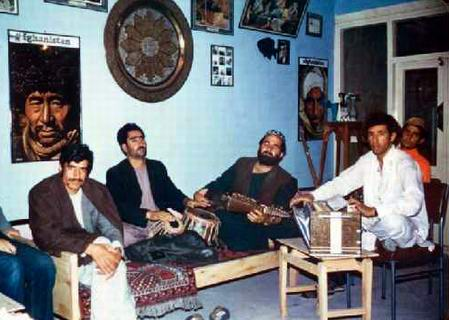
ヘラートの演奏者 (1973年)
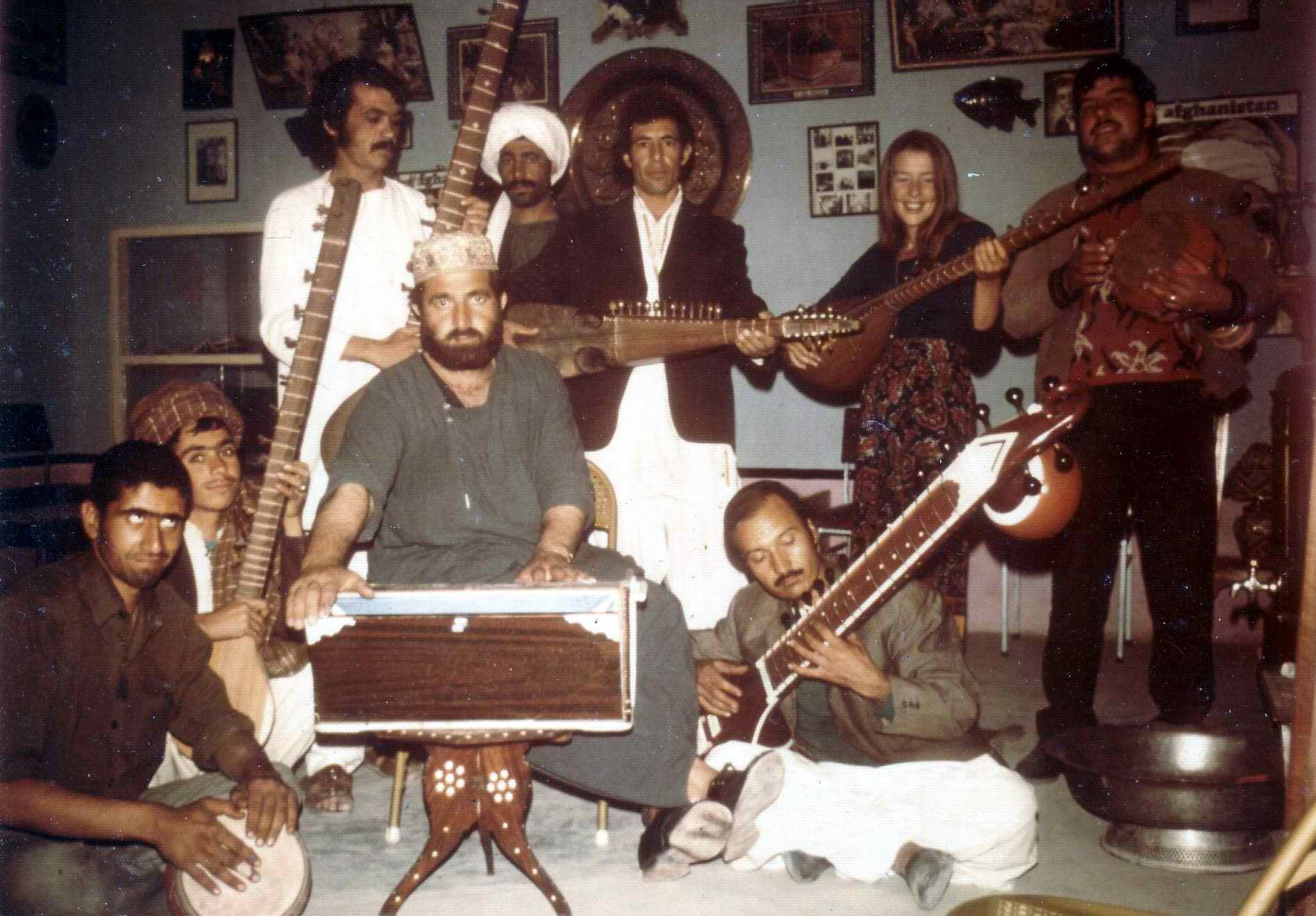
ヘラートの演奏者 (1973年)
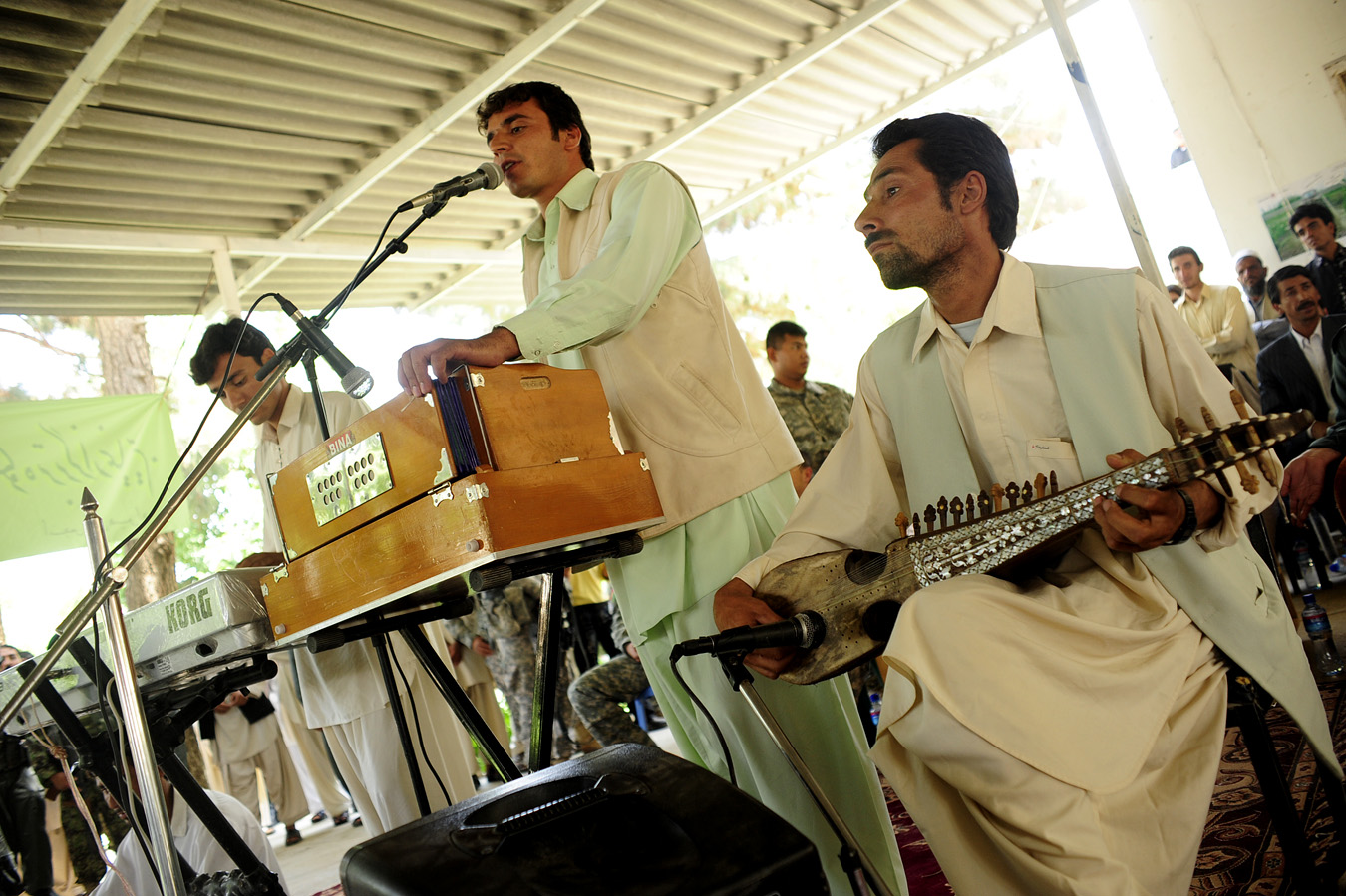
ファラーでの演奏 (2010年)
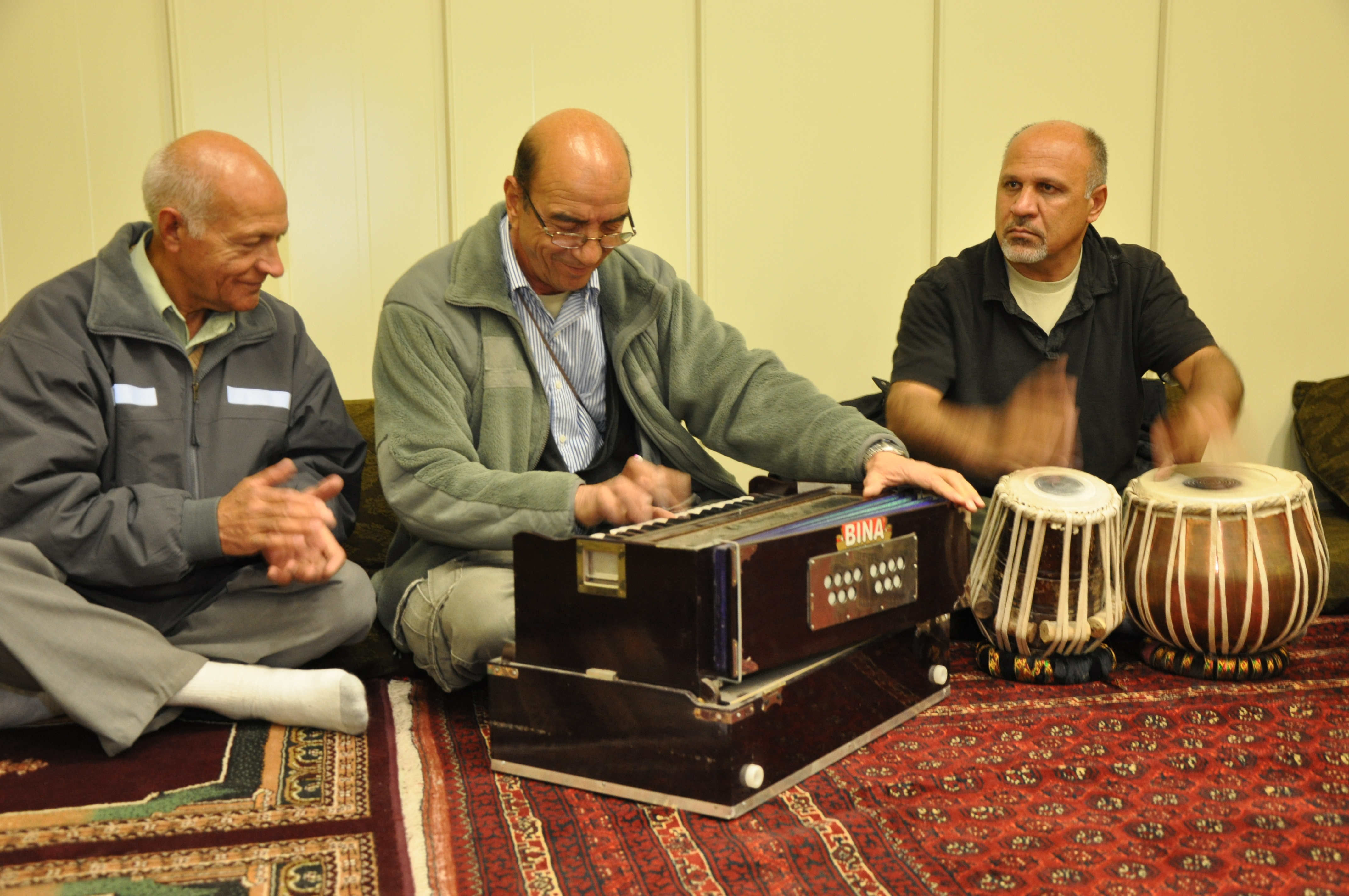
ヘルマンド州Camp Leatherneckでの演奏
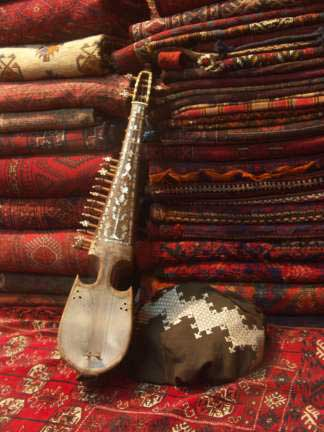
ラバーブ
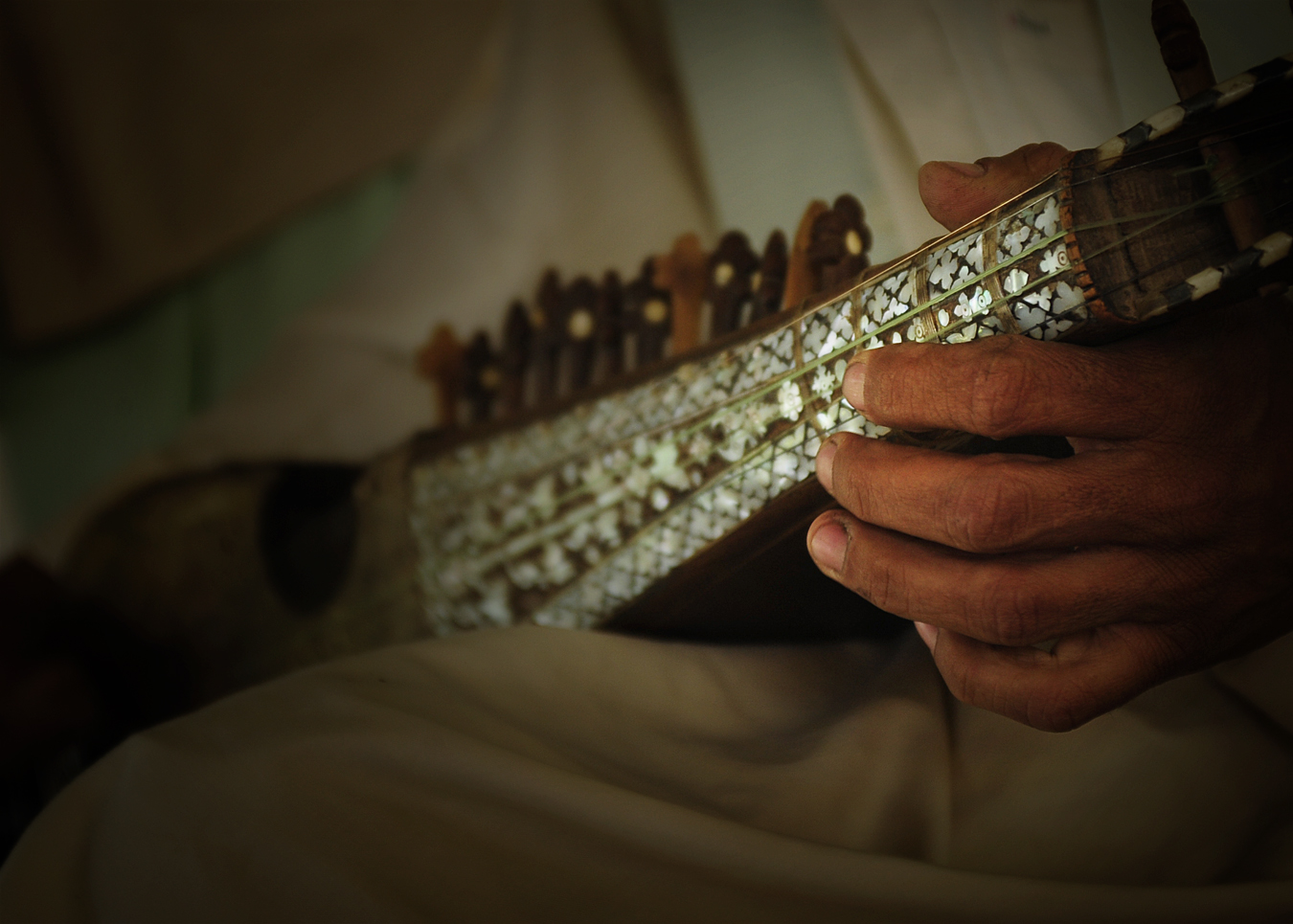
アフガニスタンのラバーブ
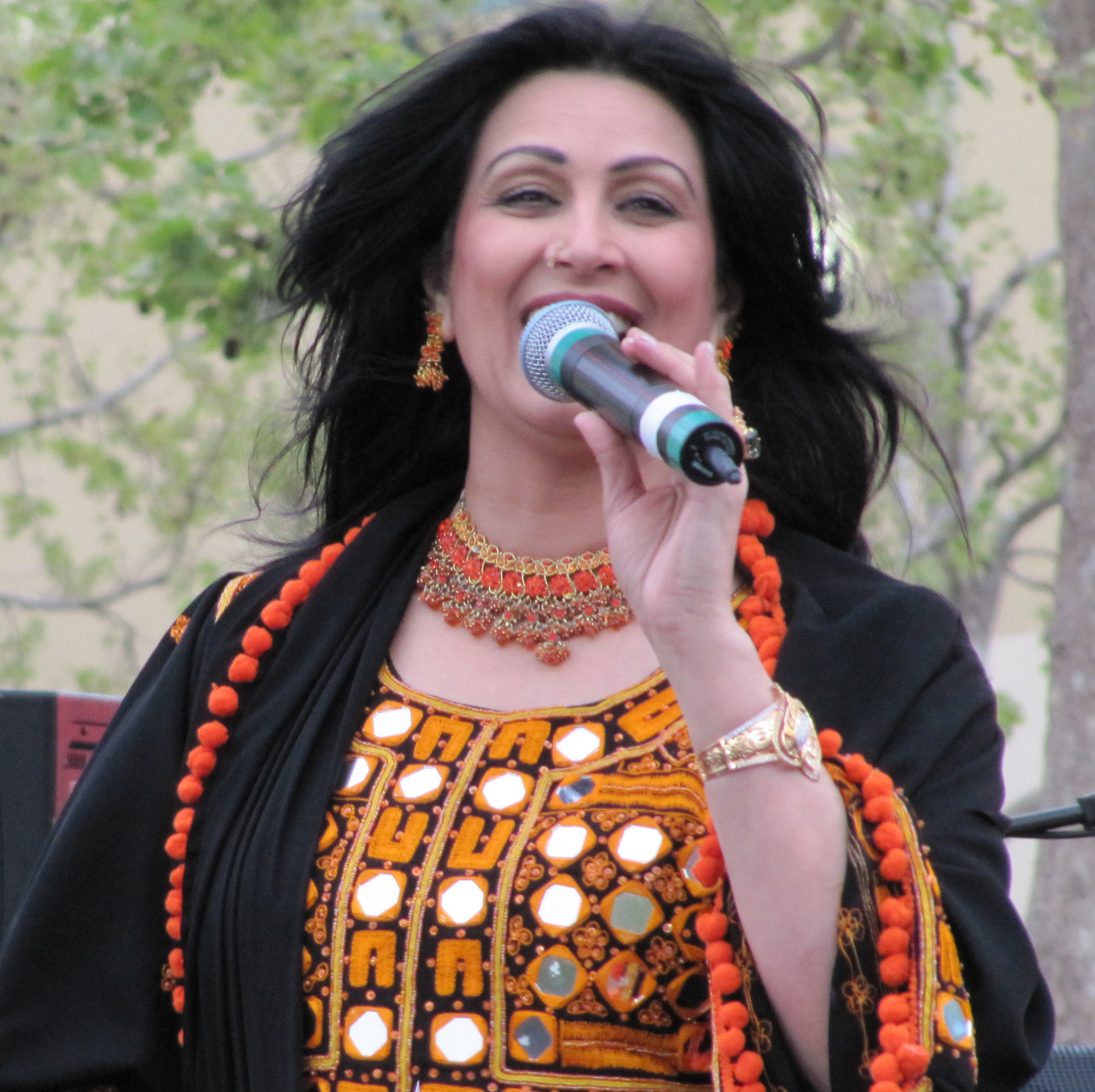
Naghma (2010年)